# Thyniens
 (mars 2023).
Si vous disposez d'ouvrages ou d'articles de référence ou si vous connaissez des sites web de qualité traitant du thème abordé ici, merci de compléter l'article en donnant les références utiles à sa vérifiabilité et en les liant à la section « Notes et références ».

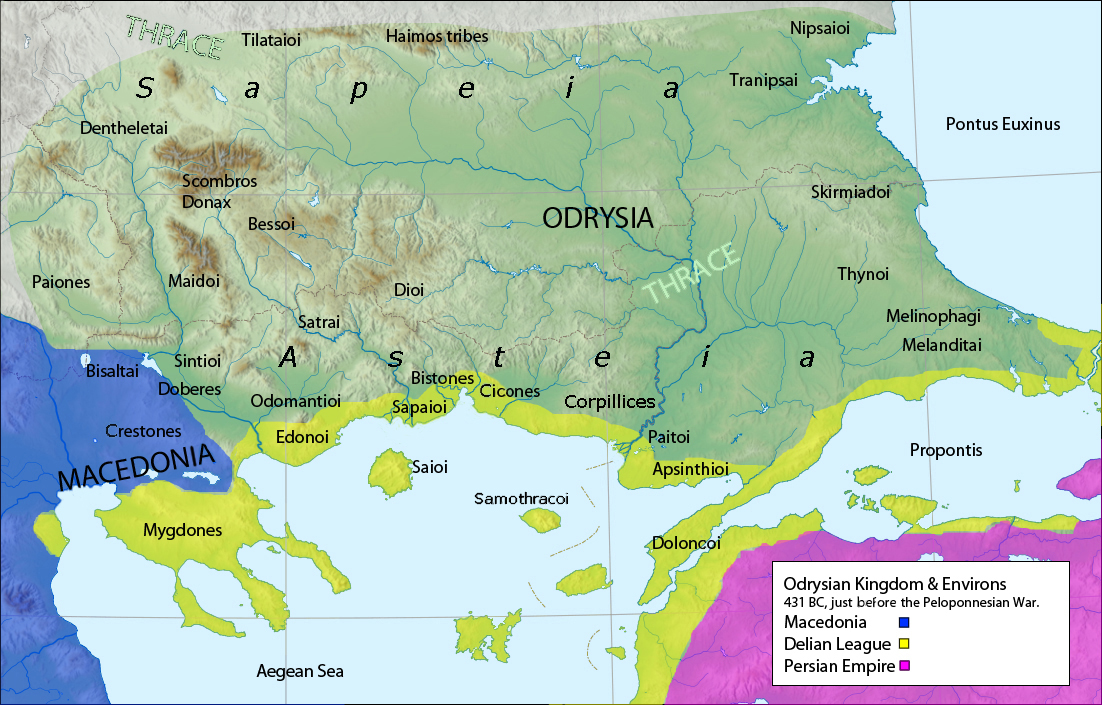
Les peuples thraces dans le sud-est des Balkans

Les Thyniens (en grec ancien Θωνοί - Thinoï) étaient une tribu thrace installée [Quand ?] dans le sud-est de la Thrace, sur les pentes sud du massif de la Strandja, dans la région de Salmydessos (actuelle Kıyıköy). 
Leurs voisins étaient, au nord les Scyrmiades, à l'ouest les Odryses.
Au début du VIIIe siècle av. J.-C., une partie d'eux passent le Bosphore et s'installent en Asie mineure, où ils fondent la Bithynie.
Les villes connues de ce royaume étaient :
- Salmydessos (actuelle Kıyıköy), la capitale ;
- Thynia, à proximité de l'actuelle Demirköy.